# Marcelo Baron Polanczyk
Marcelo Baron Polanczyk (sinh ngày 19 tháng 1 năm 1974) là một cầu thủ bóng đá người Brasil.

## Sự nghiệp câu lạc bộ
Marcelo Baron Polanczyk đã từng chơi cho Ventforet Kofu, JEF United Ichihara, Shimizu S-Pulse, Cerezo Osaka, Kashima Antlers, Vegalta Sendai, Vissel Kobe và Avispa Fukuoka.